# Biotodoma
Genre
Biotodoma est un genre de poisson appartenant à la famille des Cichlidae.  

## Liste des espèces
Selon FishBase (30 janv. 2016) et ITIS (30 janv. 2016) :
- Biotodoma cupido (Heckel, 1840)
- Biotodoma wavrini (Gosse, 1963)